# Lomas

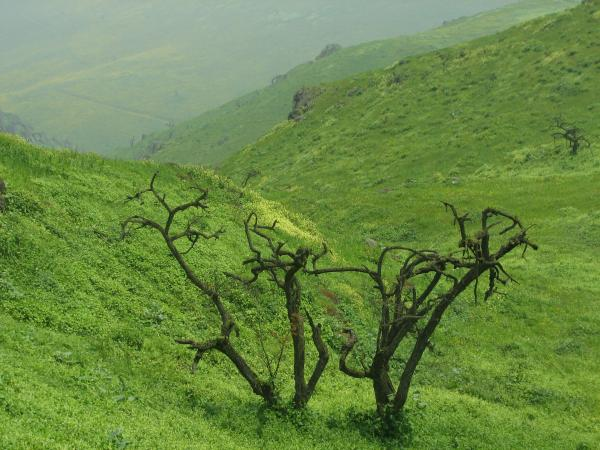
réserve nationale de Lachay

Les lomas (en espagnol : Lomas ; « collines »), également appelées oasis de brume, sont des zones de végétation brumeuse situées dans les déserts côtiers du Pérou et du nord du Chili. Une centaine de lomas ont été identifiées près de l'océan Pacifique entre 5°S et 30°S, soit couvrant une distance nord-sud d'environ 2 800 kilomètres. Leur superficie peut atteindre 40 000 hectares. Leur flore comprend de nombreuses espèces endémiques. Les chercheurs ont décrit les lomas comme « un îlot de végétation dans une mer de désert ».